# طايفه سيف الة (مقاطعة إسلام آباد غرب)
طايفه‌سيف‌الة (بالفارسية: طایفه‌سیف‌اله) هي قرية تقع في قسم حومة الجنوبي الريفي (مقاطعة إسلام آباد غرب) في إيران. يقدر عدد سكانها بـ 57 نسمة بحسب إحصاء 2016.